# Jacob Wolff (Mediziner)

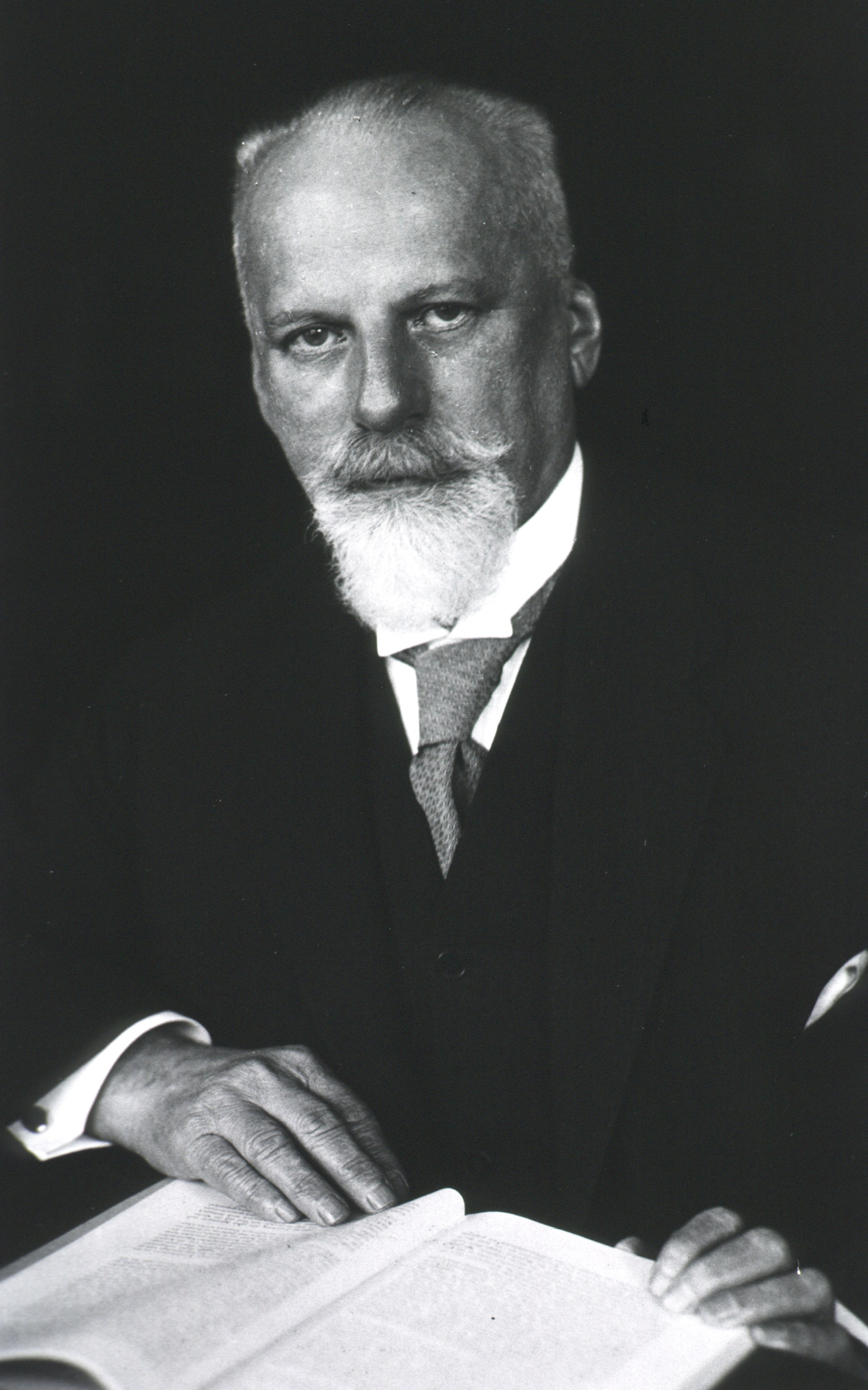
Jacob Wolff

Jacob Wolff (* 28. November 1861 in Strasburg in Westpreußen, heute Brodnica in Polen; † 12. September 1938 in Berlin) war ein deutscher jüdischer Arzt und Medizinhistoriker.

## Leben und Werk
Jacob Wolff wurde 1861 in Strasburg in Westpreußen geboren. Seine Eltern waren das jüdische Ehepaar  Benjamin Wolff, Kaufmann,  und seine Ehefrau Helene Wolff, geb. Mantheim. 1882 legte Wolff am Friedrichs-Gymnasium in Berlin das Abitur ab. Im Anschluss studierte er an der Friedrich-Wilhelms-Universität ebenda Medizin. Bereits 1887 folgte die Approbation, im Jahr darauf die Promotion. Wolff war Schüler des berühmten Berliner Arztes Ernst von Leyden (1832–1910), der an der Berliner Charité von 1900 bis 1910 das ‚Comité für Krebssammelforschung‘ leitete. Nach der Promotion ließ Wolff sich als Arzt in Berlin nieder, zunächst in Alt-Moabit 84b, später in der Lessingstraße 32. Über die schwere Influenza-Epidemie 1889–1892 publizierte er eine Monographie, in der er auf die Geschichte von Epidemien und Pandemien besonderen Wert legte. Sein methodischer Forschungsansatz ist dabei deutlich von der 'Sammelforschung' Leydens beeinflusst.
Im Juni 1892 heiratete er Marie Ottenheimer (1870–1930). Aus der Ehe gingen zwei Söhne hervor: der Arzt Dr. Gerhard Erich Wolff (1893–1960) emigrierte 1939 in die USA und ließ sich nach dem Zweiten Weltkrieg in Wiesbaden nieder. Der promovierte Nationalökonom Hans Albert Wolff (1897–1937) beging 1937 aufgrund der Verfolgung durch die Nationalsozialisten Suizid.
Seit 1900 arbeitete Wolff an seiner Lehre von der Krebskrankheit, einer historischen Übersicht über die Medizingeschichte der Krebskrankheit. Von 1907 bis 1928 erschienen vier Bände im Gustav Fischer Verlag in Jena, die auch international hervorragend rezipiert wurden (u. a. vom 'Begründer der Medizingeschichte' Karl Sudhoff). Für diese Leistung wurde Wolff 1913 zum Professor berufen. 1915 erhielt er den Martin-Brunner-Preis der Stadt Nürnberg, damals den höchsten Preis für Krebsforschung in Deutschland. Das Berliner Zentralkomitee für Krebsforschung unterstützte den Autor finanziell bei seinen Studien.
Wolff trat 1922 aus der jüdischen Gemeinde aus und war seitdem konfessionslos. Unter den Nationalsozialisten wurde er gleichwohl Opfer systematischer Verfolgung. Bereits 1933 verloren Ärzte jüdischer Herkunft, ungeachtet ihrer aktuellen Religionszugehörigkeit, die kassenärztliche Zulassung. Nach dem Reichsbürgergesetz folgten weitere Diskriminierungsmaßnahmen, Publikationen waren damit fast unmöglich.
Die Umstände des gewaltsamen Todes von Jacob Wolff am 12. September 1938 – er wurde, vermutlich nach einem Fenstersturz, tot im Hof seines Hauses aufgefunden – sind ungeklärt und wurden von den nationalsozialistischen Behörden nicht weiter untersucht. Neben einem Unfall oder einem Tötungsdelikt kann auch ein Suizid nicht ausgeschlossen werden: nach der Vierten Verordnung zum Reichsbürgergesetz vom 25. Juli 1938 wurden die Approbationen aller jüdischen Ärzte zum 30. September 1938 annulliert. Sie durften sich in Folge nicht mehr Arzt nennen und erhielten praktisch Berufsverbot. Außerdem wurden ihre Praxis- und Wohnräume zum Jahresende kündbar. Alle Männer jüdischer Herkunft – auch Assimilierte – sollten zudem nach Verordnung vom 17. August 1937 den zweiten Vornamen 'Israel' annehmen. Der Medizinhistoriker Volker Wunderlich vermutet, dass eine Emigration für den 76-jährigen, immer noch medizinisch praktizierenden Wolff nicht zur Diskussion stand und er nach 50 Jahren ärztlicher Praxis eine Kündigung seiner Praxis- und Wohnräume erhalten habe, was einen Suizid wahrscheinlich mache.

## Werke (Auswahl)
- Morphologische Beschreibung eines Idioten- und eines Microcephalen-Gehirns. Diss. Berlin 1888.
- Die Influenza-Epidemie 1889–1892. Stuttgart 1892.
- Der praktische Arzt und sein Beruf. Vademecum für angehende Ärzte. Stuttgart 1896.
- Die Lehre von der Krebskrankheit von den ältesten Zeiten bis zur Gegenwart. 4 Bde. Jena 1907–28.